# Gerbera jamesonii
Gerbera jamesonii Bolus ex Hook.f., 1889 è una pianta della famiglia delle Asteraceae, originaria del Sudafrica settentrionale e dello Swaziland. È nota anche come margherita del Transvaal, dal nome della antica regione del Sudafrica in cui era molto diffusa, o come margherita di Barberton, dal nome della omonima città sudafricana.

## Descrizione
È una pianta erbacea perenne con fusto alto 30–40 cm.
Ha foglie profondamente lobate ricoperte da una fitta peluria.
L'infiorescenza è un capolino con fiori periferici di colore crema, rosso, arancione o rosa, e fiori centrali color panna.

## Distribuzione e habitat

Bandiera di Mpumalanga

G. jamesonii è una specie endemica della regione del Transvaal (Sudafrica), che predilige suoli sabbiosi ben drenati.
Una immagine stilizzata del fiore di questa specie compare nella bandiera e nello stemma della provincia di Mpumalanga, area geografica in cui la specie è molto diffusa.

## Tassonomia
Il genere Gerbera, un gruppo di piante angiosperme dicotiledoni, appartiene alla tribù Mutisieae, raggruppamento che la classificazione tradizionale collocava all'interno della sottofamiglia Cichorioideae e che la moderna classificazione filogenetica ha ricollocato, ridisegnandone i confini, all'interno della sottofamiglia Mutisioideae.

## Coltivazione
Questa specie è coltivata nei giardini di tutto il mondo. È una delle piante ornamentali più diffuse nel mondo, sia come fiore reciso che come pianta in vaso, ed è quindi di notevole importanza economica.
Da un incrocio tra G. jamesonii e G. viridifolia origina la gran parte delle varietà di Gerbera attualmente in commercio.

## Galleria d'immagini

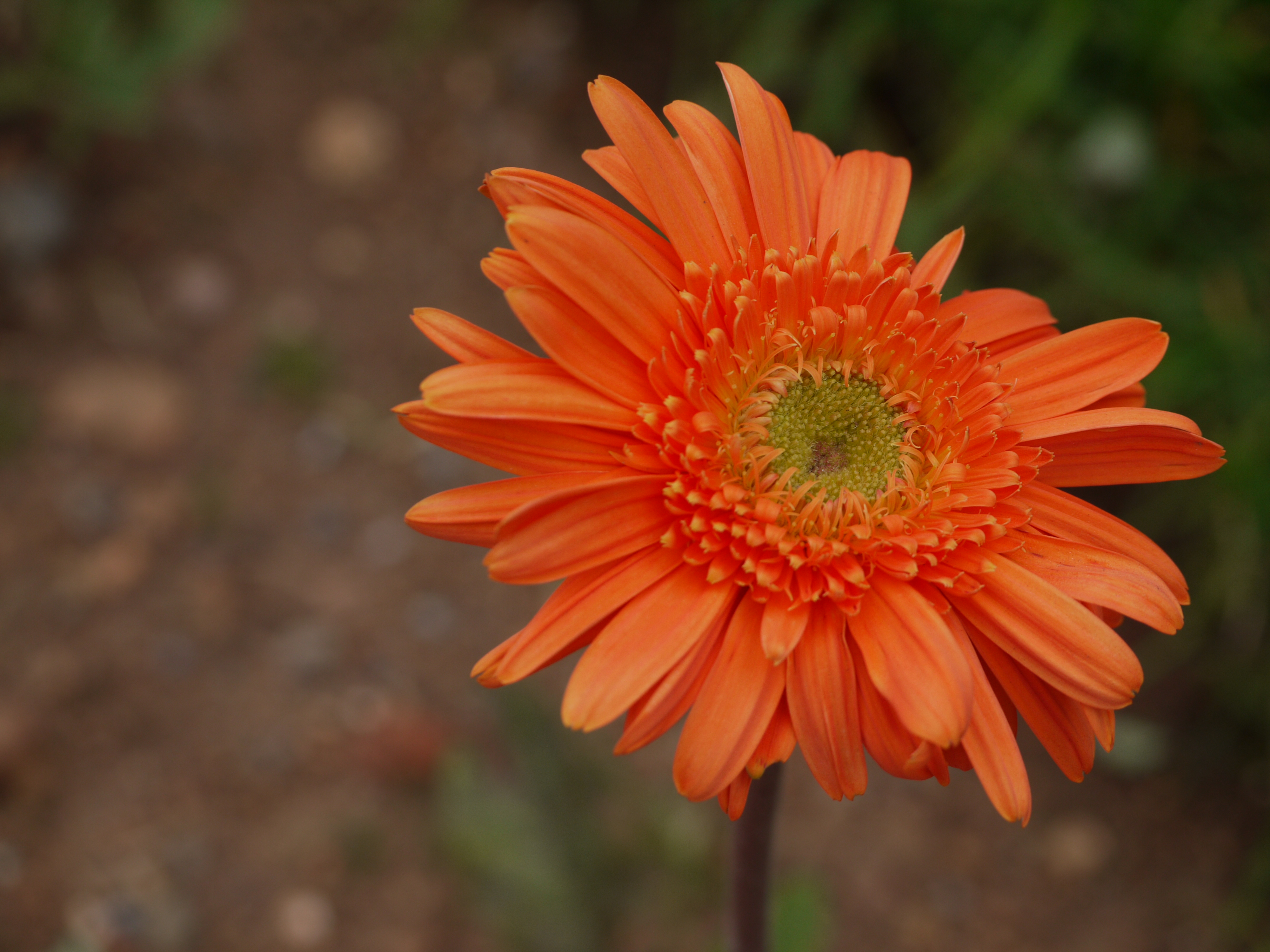
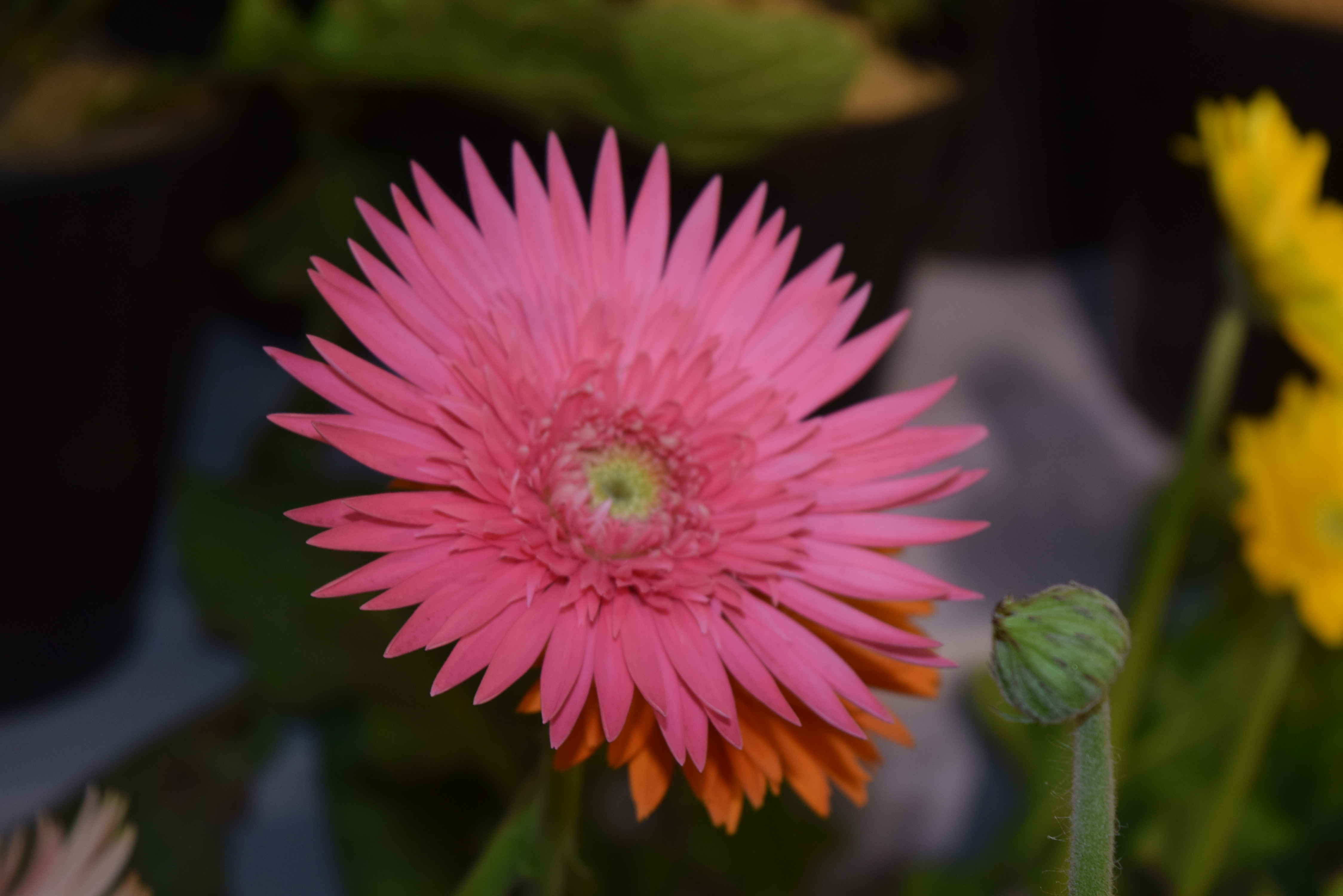
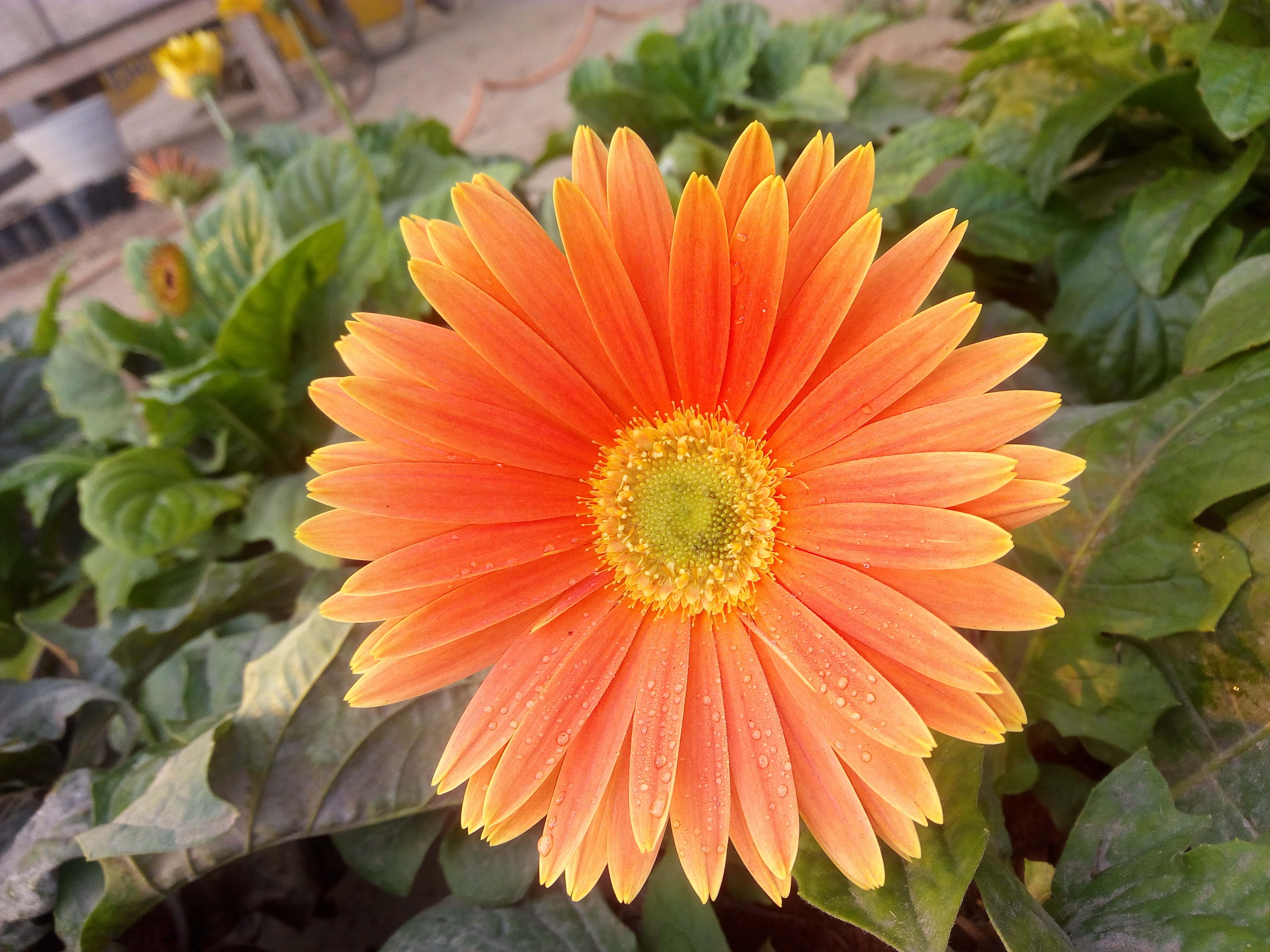
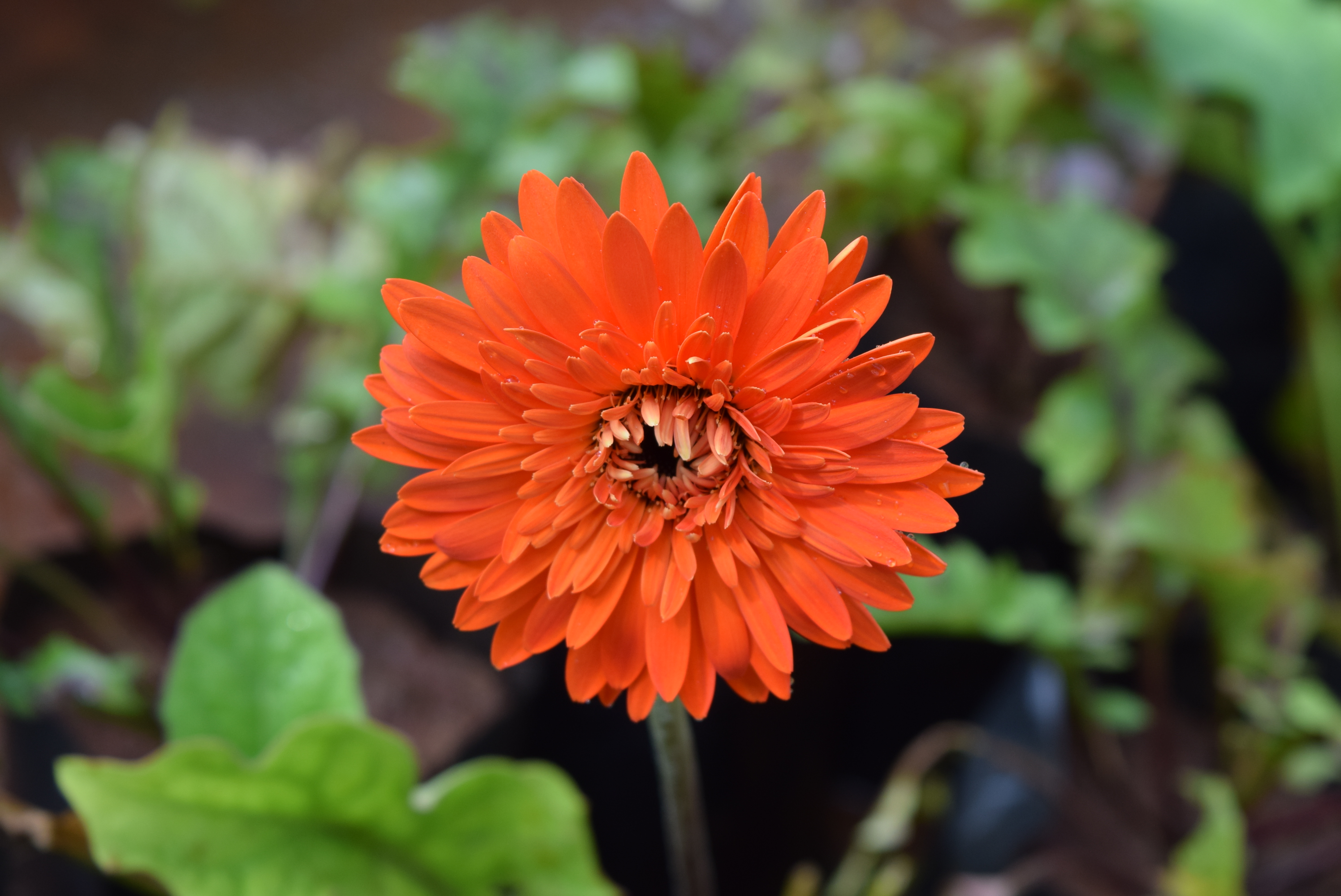
A fiore doppio